# Lac De La Bidière
Le lac De La Bidière, anciennement nommé le lac Nicolas, est un lac d'eau douce situé dans le territoire non organisé de Lac-De La Bidière, administré par la municipalité régionale de comté d'Antoine-Labelle, dans la région administrative des Laurentides , au Québec, au Canada.

## Géographie
Ce lac, d’une superficie d’environ 481,5 ha, est alimenté par plusieurs ruisseaux innommés et déverse ses eaux dans l’un d’eux, qui traverse le lac Turpin avant de se jeter dans le réservoir Mitchinamecus, au sud-est.

## Toponymie
Le toponyme « Lac De La Bidière » a été officialisé le 29 mai 1995 par la Commission de toponymie du Québec.